# Conchoecetta giesbrechti
Conchoecetta giesbrechti är en kräftdjursart som först beskrevs av G. W. Müller 1906.  Conchoecetta giesbrechti ingår i släktet Conchoecetta och familjen Halocyprididae. Inga underarter finns listade i Catalogue of Life.